# La acerolera
La Vendeuse de cenelle
La acerolera (« La Marchande d'azeroles » ou « La Vendeuse de cenelle ») est un tableau de Francisco de Goya réalisé entre 1778 et 1779, qui fait partie de la troisième série de cartons pour tapisserie destinée à la chambre du Prince des Asturies au Palais du Pardo.

## Contexte
Tous les tableaux de la troisième série sont destinés à la chambre du Prince des Asturies, c'est-à-dire de celui qui allait devenir Charles IV et de son épouse Marie Louise de Parme, au palais du Pardo. Le tableau fut livré à la Fabrique royale de tapisserie le 6 janvier 1779.
Il fut considéré perdu jusqu'en 1869, lorsque la toile fut découverte dans le sous-sol du Palais royal de Madrid par Gregorio Cruzada Villaamil, et fut remise au musée du Prado en 1870 par les ordonnances du 19 janvier et du 9 février 1870, où elle est exposée dans la salle 92. La toile est citée pour la première fois dans le catalogue du musée du Prado en 1876.
La série était composée de La Feria de Madrid, El Cacharrero, El Militar y la señora, La Acerolera, Muchachos jugando a soldados, Niños del carretón et El Juego de pelota a pala.

## Analyse
Son format, haut et étroit, indique qu'il était destiné à être installé entre deux fenêtres ou linteaux, à l'instar autres tapisseries de ce format.
Dans cette composition, une vendeuse de cenelle tient au bras panier de fruits et regarde le spectateur dans un rire étouffé. Elle est observée par un groupe de personnes, et un chien à ses pieds complète la scène. 
Goya joue avec l'image de la femme dans cette peinture qui évoque un marché. De même que pour El Militar y la señora, de la même série, il comporte deux femmes. L'une d'elles flirte ouvertement avec les hommes. 
Les femmes qui vendaient de la sorte étaient habituelles dans le Madrid de la fin du XVIIIe siècle. Goya les représente sous un auvent afin d'attirer l'attention. Les visages sont éclairés dans la pénombre et le fond contraste avec les couleurs chaudes des protagonistes. La femme ne porte pas de bijoux, la composition évite de trop nombreux détails.